# 暨南大学真如旧址

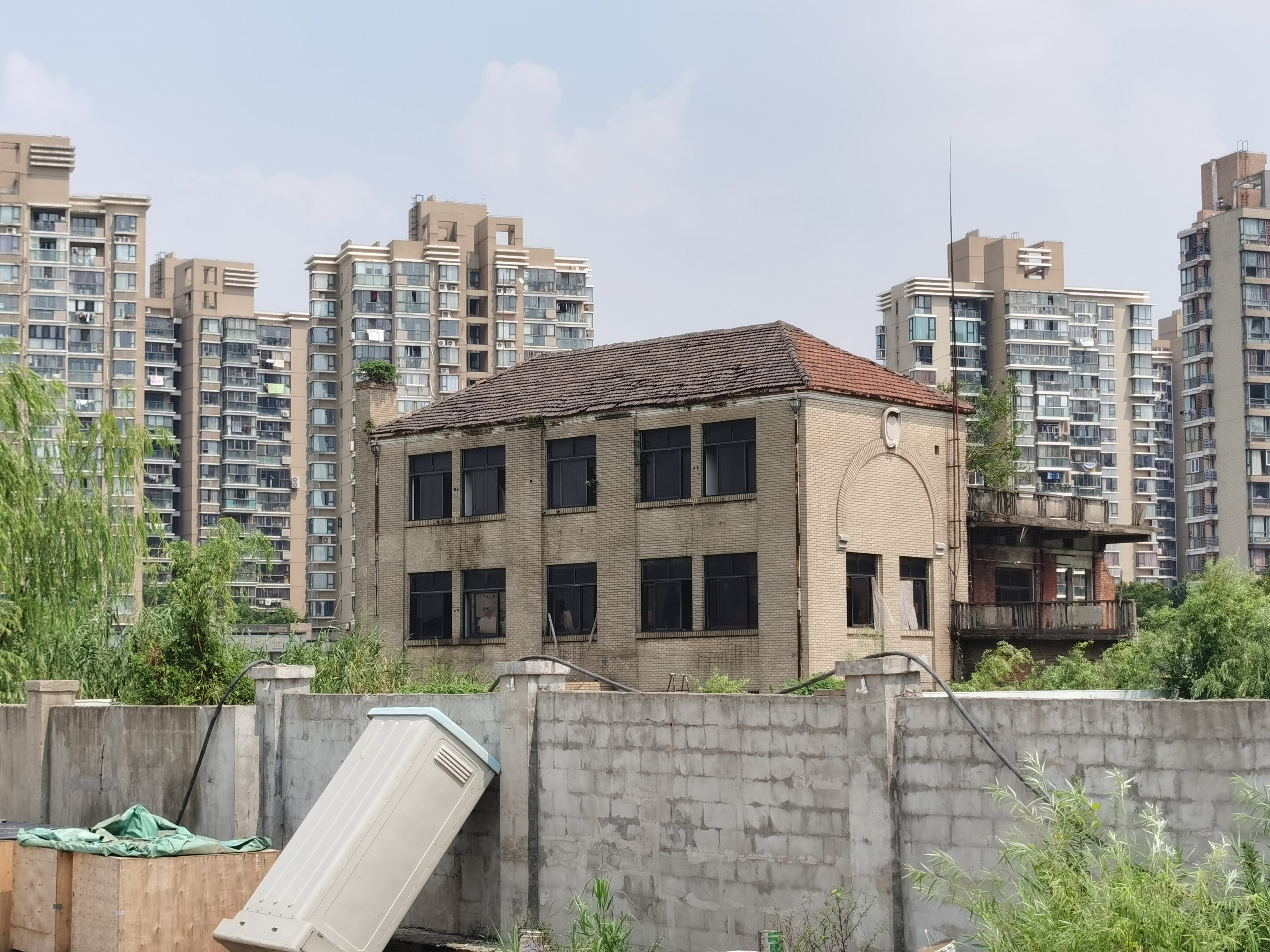
暨南大学真如旧址原科学馆（2021年8月）

暨南大学真如旧址位于中国上海市普陀区上海西站（原沪宁铁路真茹站）北侧，为暨南大学于民国十二年至二十六年（1923-1937）间在上海的办学旧址，尚存科学馆和暨南新村一号两处建筑，2015年12月9日列入普陀区文物保护点。

## 历史
暨南大学的前身为清政府于光绪三十二年（1906）筹建的暨南学堂，校址最初在南京薛家巷妙相庵，西北与原金陵大学（今南京大学鼓楼校区）相邻。辛亥革命后一度停办，民国六年（1917）复办，改名国立暨南学校。因办学规模扩大、原址房屋紧张，民国十二年（1923）开始迁至上海真如镇原沪宁铁路真茹站旁办学，民国十六年（1927）改组为国立暨南大学。民国二十六年（1937）8月淞沪会战爆发，真如校舍在战事中被夷为废墟，学校迁入租界继续办学。民国三十年（1941）12月太平洋战争爆发后侵华日军攻入租界，学校又南迁福建建阳，至民国三十五年（1946）6月抗战胜利后返回上海，其后改用临时校舍办学，原校舍再未恢复和使用。
暨南大学真如校址最初设商科大学部和师范、中学两科，民国十六年（1927）改组为国立暨南大学后设6个系、5个科，至民国十八年（1929）扩大为商、文、理、法和教育5个学院16个系和2个科，大、中、小学生达1600余人，潘序伦、叶公超、梁实秋、许德珩、洪深、夏衍、张君劢、沈从文、周建人、谢循初、邰爽秋、廖世承、罗隆基、童冠贤、潘光旦等曾在此执教，这一时期也是该校在中华民国大陆时期的鼎盛时期。

## 建筑

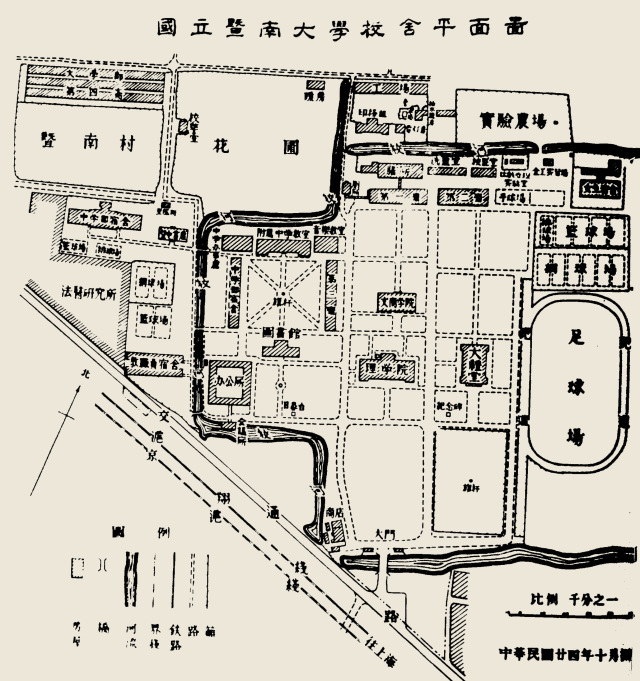
民国二十四年（1935）十月国立暨南大学校舍平面图。

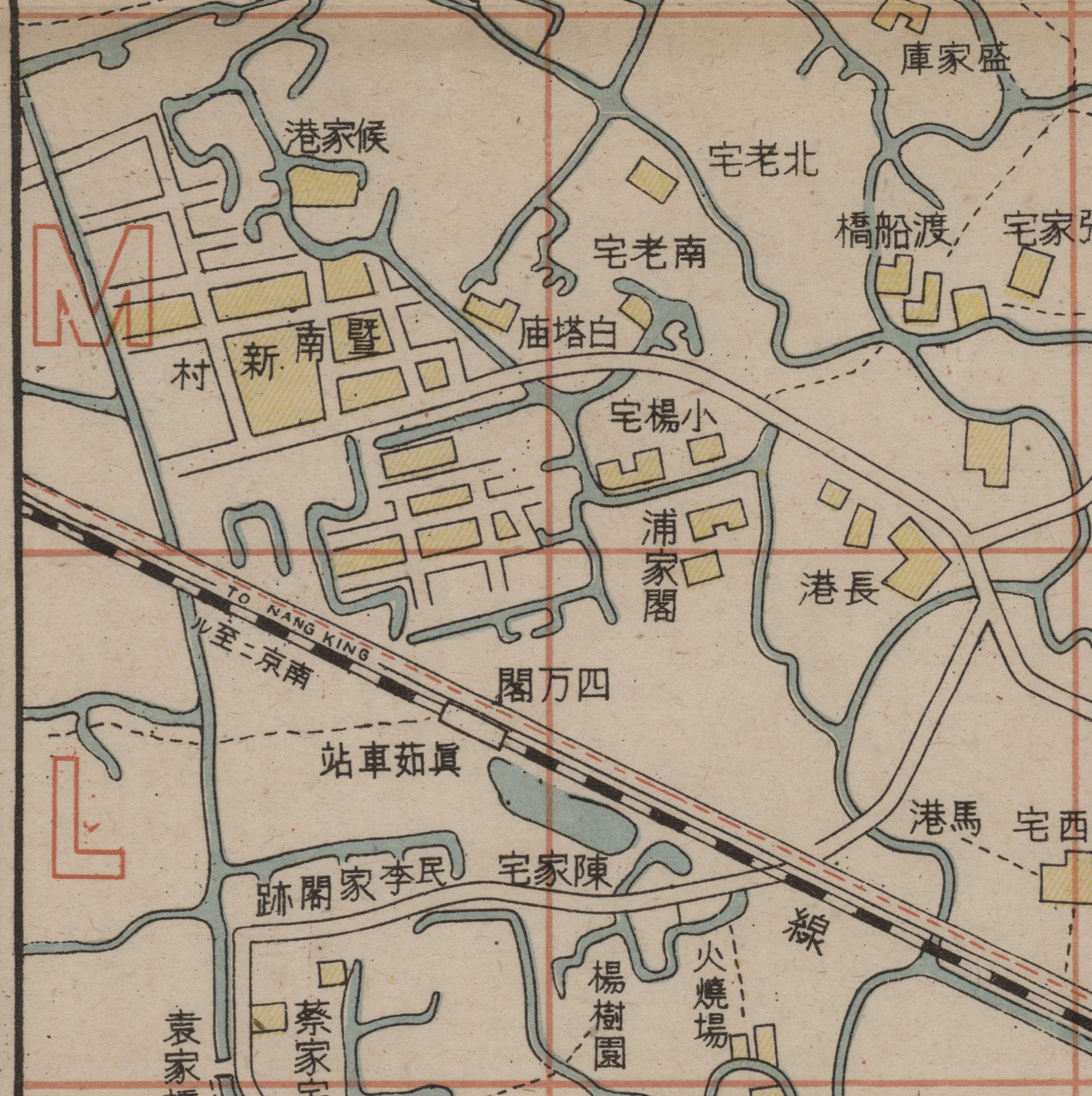
民国三十二年（1943）国立暨南大学校舍一带地图，截取自当年出版的最新大上海地图。

暨南大学真如旧址大致范围即今交通路以北、真南路以东的区域，民国十一年（1922）在此购地开始兴建，据民国二十四年（1935）十月所绘国立暨南大学校舍平面图，其教学区以理学院（科学馆）为中心，其后为文商学院（大教室），东为大礼堂（致远堂），西为洪年图书馆（纪念暨南学堂首任堂长郑洪年），图书馆西南为办公楼（莲韬馆）和教职员宿舍，北为附属中学。校园西北部为教职员住宅（暨南村，又稱暨南新村），东北部为学生宿舍、膳堂（所）和实验农场，东部为体育场（图）。
原建筑至今仅存科学馆和暨南新村一号，其中科学馆位于今交通路3695号，建于民国十二年（1923），三层砖混结构，平面呈工字型，清水红砖汰石子相间外墙，红瓦坡屋顶，南北立面东西两端有拱券式壁柱装饰，上置拱心石，现状仅存东侧残址，其中最东端底层为一阶梯教室。暨南新村整体建于民国十三年至十八年（1924-1929），原有独立式洋房14座，现存的一号建筑位于今真南路交通路路口，建于民国十三年（1924），舊稱「白屋」，原为带花园的洋房，两层砖木结构，灰色水泥抹浆外墙，曾长期作为多户居民混居的公房使用，保存相对完整但原貌已有所改变。此外在2008年时尚存学生宿舍一处，位于原交通路3891弄内，建于民国二十五年（1936），两层砖木结构，清水墙，淞沪会战后曾被用作汪精卫政权时期的警察局、中华人民共和国初期的西郊区电话局等，今已不存。
2008年，普陀区文化局在第三次全国文物普查期间重新发现了暨南大学真如旧址尚存的建筑，但此时其所在地块正面临拆迁，居民被全部迁出，普陀区对其保护工作举行了专家论证会。2021年，暨南大学真如旧址所在的地块被出让（普陀区万里社区W060701单元X101-01和X102-02地块），出让前相关政府部门制定了开发与保护并举的方针。
- 暨南大学真如旧址校门旧照，校门正对的建筑即科学馆
- 暨南大学真如旧址科学馆旧照
- 暨南大学真如旧址大礼堂旧照
- 暨南大学真如旧址图书馆旧照